# El Chapulín Colorado (personagem)
El Chapulín Colorado (no Brasil, Chapolin Colorado) é um personagem fictício da série de televisão mexicana de mesmo nome. Este super herói é raro, seus super poderes e qualidades são diferentes de os dos outros heróis, mas consegue superar as suas deficiências e superar seus problemas, aí reside a grandeza do ser humano. Ele usa um uniforme vermelho cobrindo todo o corpo. No capuz vermelho saem duas anteninhas de vinil e sobre o peito está estampado o seu escudo, um coração amarelo contendo as iniciais CH. Para chamá-lo, alguém tem que dizer: "Oh, e agora? Quem poderá me defender/ajudar?" Ele aparece, e quem chamou diz: "O Chapolin Colorado".

## Afiliações e origem do nome
Seu nome completo é Chapolin Colorado Lane. Seu pai chamava-se Pantaleón Colorado y Roto, e era primo de segundo grau de Juan Colorado (um cantor mariachi) e neto de Chucho el Roto (um lendário bandido mexicano).
No episódio "La Horca" de 1989, o herói revelou a origem de seu nome. Segundo o próprio, seu nome "Chapulín", foi escolhido por um de seus padrinhos, que era entomologista. Este seu padrinho fez um sorteio entre 4 nomes de insetos: Chapulín (gafanhoto), gorgojo (gorgulho), escarabajo (besouro) e libélula, ao que foi escolhido "Chapulín". E o "Colorado" de seu sobrenome veio seu pai. Já "Lane" é o sobrenome de sua mãe. Perguntado se ele era filho de Lois Lane, Chapolin deu a entender que sim, que de fato era filho da esposa de Clark Kent, o Super-Homem. Como o nome de Pantaleón Colorado y Roto pode ser traduzido como "Pequena Calça Vermelha", subliminarmente entende-se que Chapolin é filho de Lois Lane com o Super-Homem.
Em um capítulo em que Chapolin treme e transpira de medo, ele menciona que seu pai era da região de Río Frío de Juárez e sua mãe de Aguascalientes.

## Armas e acessórios
- Pastilhas Encolhedoras ou Pílulas de Polegarina/Nanicolina: geralmente só Chapolin as toma, mas faz efeito com qualquer pessoa. Quem tomar, fica reduzido a um tamanho de 20 cm durante cerca de quinze minutos. É útil para se esconder, passar por baixo de portas e ter acesso a locais antes inacessíveis. Em alguns episódios elas são chamadas de Pastilhas Encolhedoras, Pílulas de Polegarina/Nanicolina.
- Anteninhas de Vinil: captam (muito mal) todos os sinais de rádio do Universo. Entendem e traduzem todos os idiomas do Sistema Solar e avisam Chapolin da presença de algum inimigo. Elas começam a apitar e ele diz "Silêncio, silêncio... Minhas anteninhas de vinil estão detectando a presença do inimigo.". As anteninhas estão ligadas ao seu sistema nervoso, quando agarradas lhe causam dor, têm cerca de 30 cm de comprimento e são enfeitadas com pompons bicolores (vermelho e amarelo).
- Corneta/Buzina Paralisadora: com uma buzinada, o indivíduo fica paralisado. Só volta a se mexer se a corneta for novamente apontada para ele com o disparo de duas buzinadas. Útil para tirar um sarro dos inimigos, colocando-os em situações hilárias. Também pode paralisar os objetos. Aparece em A Corneta Paralisadora e A Volta da Corneta Paralisadora.
- Marreta Biônica: vem às mãos do herói com um único chamado. Assim como Chapolin, a marreta aparece do nada, é só ele pensar nela. Útil para dar boas marteladas nos inimigos quando ele é obrigado a usar de métodos mais "rígidos" de fazer justiça. É uma espécie de martelo com cabeça dupla simétrica de plástico vermelho e com um cabo amarelo.
- Corda: só foi vista na série brasileira e no gibi ele usa para amarrar um inimigo após derrotá-lo ela tem as cores amarelo e vermelho.
- Teletransporte: No episódio "pedintes em família" em que um mendigo (Ramon Valdez) rouba o dinheiro de um turista (Carlos Vilagran) e de sua própria filha também mendiga (Florinda Meza), Chapolin ao enfrentar o mendigo desfere vários socos intercalando um soco e um teleporte em sequência de 5 golpes. E sempre que alguém o invoca "oh e agora, quem poderá me socorrer" onde a pessoa estiver, chapolin aparece de imediato. Seu teletransporte rompe as barreiras do tempo, levando chapolin ao passado (episódios no velho oeste e eras medievais), presente e futuro (episódios envolvendo astronautas).
- Distorção de Realidade: Chapolin além de conseguir quebrar a Quarta parede, consegue animar objetos (voar para o espaço em um avião de brinquedo), fazer amanhecer adiantando os ponteiros de um relógio (episódio "O vampiro"), arrastar e arrancar uma janela da parede (episódio "O abominável homem das neves"), apagar uma lâmpada assoprando ela (episódio "Os microfones ocultos") entre tantas outras demonstrações de fuga da realidade.

## Bordões
- "Suspeitei desde o princípio!"
- "Não contavam com minha astúcia!"
- "Eu!"
- "Fiz isso intencionalmente para..."
- "Todos os meus movimentos são friamente calculados."
- "Era exatamente o que eu ia dizer."
- "Se aproveitam de minha nobreza."
- "Eu acho..." - e, logo em seguida, alguém o interrompe
- "Sim, eu vou... (ou pego/faço...)" - quando o obrigam a fazer algo que ele não quer ou tem medo de fazer
- "Sigam-me os bons!"
- "Palma, palma, não priemos cânico!"
- "O que será que ele quis dizer?"
- "Não. Ou sim?..." - e se repete constantemente, até que alguém o interrompa
- "Já diz um velho e conhecido ditado/refrão..." - e procede a misturar dois ou mais ditos populares, resultando em uma frase sem sentido, mas cômica
- "Silêncio, silêncio! Minhas anteninhas de vinil estão detectando a presença do inimigo!"
- "Se ele disser uma só palavra... é porque tem um vocabulário bem limitado."
- "Se ele puser um só pé aqui... é porque é coxo/perneta. Se puser os dois, é porque não é. Se puser os três, é um fenômeno. Se puser os quatro, é mula. Mas se puser os cinco..."
- "(reproduz as primeiras sílabas de uma palavra difícil que acabou de ser pronunciada) o quê?" - após a resposta da outra personagem, diz "Nossa!" ou "Puxa!"